# 內政部合作及人民團體司
內政部合作及人民團體司為中華民國內政部的幕僚單位之一，主管人民團體輔導、合作事業等相關業務。

## 沿革

### 大陸時期
- 1928年中国国民党二届四中全会暂停一切民众运动，取消中央妇女部、农民、工人、商民、青年五部，合并为中央民众训练委员会，下设妇女科。
- 1929年取消中央民众训练委员会，归并中央训练部。
- 1931年取消中央训练部，设立中央民众运动指导委员会。
- 1935年12月中央民众运动指导委员会改为中国国民党中央执行委员会民众训练部。部长周佛海。主要负责指导民众训练和民众运动等事项。
- 1938年3月10日在武昌召开中國國民黨臨時全國代表大會，决定把中央民众训练部改为中央社会部，负责人民的组织训练事宜。部长陳立夫，副部长張道藩、马超俊。下设总务处、编审处、社会运动处、民众组织处、妇女运动委员会。后增设视察室。
- 1939年陈立夫专任教育部部长，改以谷正纲为部长，王秉鈞、洪兰友为副部长。5月，经济部所属成立全国合作事业管理局。
- 1940年10月11日，国民政府公布《社会部组织法》。11月中国国民党五届六中全会决定：中国国民党中央社会部改隶属于行政院。11月16日，行政院社会部正式挂牌，原經濟部全国合作事业管理局、内政部民政司管辖的社会福利事业（改为社会部社会福利司）納入社會部，部长谷正纲，政务次长先后为洪蘭友、贺衷寒、吴开先，常务次长黄伯度；下辖秘书厅、总务司、社会运动司、组织训练司、社会福利司、全国合作事业管理局、统计处、人事室、会计处。
- 1942年9月1日，增设劳动局，局长先后为贺衷寒、周德全。社会服务事业管理处。[2]
- 1948年12月21日，立法院通过新的《社会部组织法》，原勞動部業務併入社會部。
- 1949年1月7日开始，设人民团体司、工人司、妇女儿童司、社会救济司、社会服务司、总务司、劳动局、合作事业管理局、社会保险局（1942年2月以张永懋为主任的中央社会保险局筹备处成立）、工矿检查处。参事厅、秘书厅、视导室、统计处、会计处、人事室。
- 1949年初南迁广州。根据1949年3月行政院命令，社會部于1949年5月宣布撤销，业务由內政部社會司、内政部合作司等单位办理。同时成立以原社会部会计长盛长忠为主任的社会部结束办事处，办理员工遣散结束事宜。

### 台灣時期
- 2013年7月23日，社會福利業務由內政部兒童局整併入衛生福利部改組為「衛生福利部社會及家庭署」後，合作司、社會司整併改組成內政部合作及人民團體司籌備處（任務編組）[3]。
- 2023年9月20日，新版《內政部組織法》公佈實施後，內政部合作及人民團體司正式成立。

## 組織
- 司長
  - 副司長
    - 專門委員

業務單位
- 職業團體科
- 社會團體登記科
- 社會團體輔導科
- 合作事業輔導科
- 合作行政管理科

## 外部連結
- （繁體中文）內政部合作及人民團體司 （页面存档备份，存于）